# Motavita (kommun)
Motavita är en kommun i Colombia.   Den ligger i departementet Boyacá, i den centrala delen av landet, 130 km nordost om huvudstaden Bogotá. Antalet invånare är 6 772.